# Іван Милев
Іван Милев (болг. Иван Милев; нар. 18 лютого 1897 Казанлик — пом. 25 грудня 1927 Софія) — болгарський художник і сценограф, один з головних представників болгарського модерну.

## Біографія
Народився в сім'ї чабана. У 1916 році був мобілізований, і з 1917 воював на Північному фронті. 18 листопада того ж року відкрилася персональна виставка Мілева в Казанлиці. У 1919 році він закінчив Казанликське педагогічне училище і три роки працював учителем в селі Горський Ізвор.
У 1920 році був прийнятий в Державне училище художніх мистецтв в Софії, в 1925 році закінчив спеціальний курс декоративного відділення у професора Стефана Баджова.
За час свого навчання провів три персональні виставки. Співпрацював у газеті «Червен смях» як ілюстратор і карикатурист.
Влітку 1923 року з групою студентів відвідав Туреччину, Грецію та Італію. У Римі, Неаполі, Флоренції та Венеції близько познайомився з досягненнями італійського Ренесансу та бароко.
У вересні 1925 одружився з оперною співачкою Катею Наумовою. Через рік у них народилася дочка Марія, яка стала згодом архітектором. Сім'я жила в бідності.
У 1926 році Милев завершив своє навчання в училищі, отримавши диплом декоратора. Деякий час працював художником-постановником Народного театру, де оформив кілька вистав.
Крім цього, розробив обкладинки для декількох книг, розписував фресками будинки багатіїв, разом з колективом друзів-художників брав участь в конкурсі проектів Пам'ятника свободи (їх робота зайняла друге місце).
Помер від грипу 25 січня 1927 року, не доживши до 30 років.
Є одним з найбільших майстрів акварельної та темперної техніки в болгарському образотворчому мистецтві. Близькою йому була і соціальна тематика. Його надзвичайно самобутній декоративний стиль зазнав впливу тодішнього європейського модерну, в той же час ґрунтуючись на традиціях народної творчості та іконопису. Роботи Мілева зберігаються в Національній художній галереї Болгарії, Софійській художній галереї і в галереях Шумена, Казанлика та інших міст.

## Пам'ять
Портрет Івана Милева поміщений на банкноту номіналом 5 левів зразка 1999 року.

## Картини

### У Казанликській художній галереї
- «Ахінора 1925» — папір-картон, темпера, 86х66.
- «Весілля» — 1925, папір, картон, гуаш, 48х33.
- «Балкани» — 1922, папір, картон, темпера, 65х87.
- «Жатка» — 1925, папір, темпера, 27,5х34,5.
- «У нічника» — 1925, папір, змішана техніка, 36х27.
- Колекція акварелі, подарована в 1944 році матір'ю художника.

## Галерея

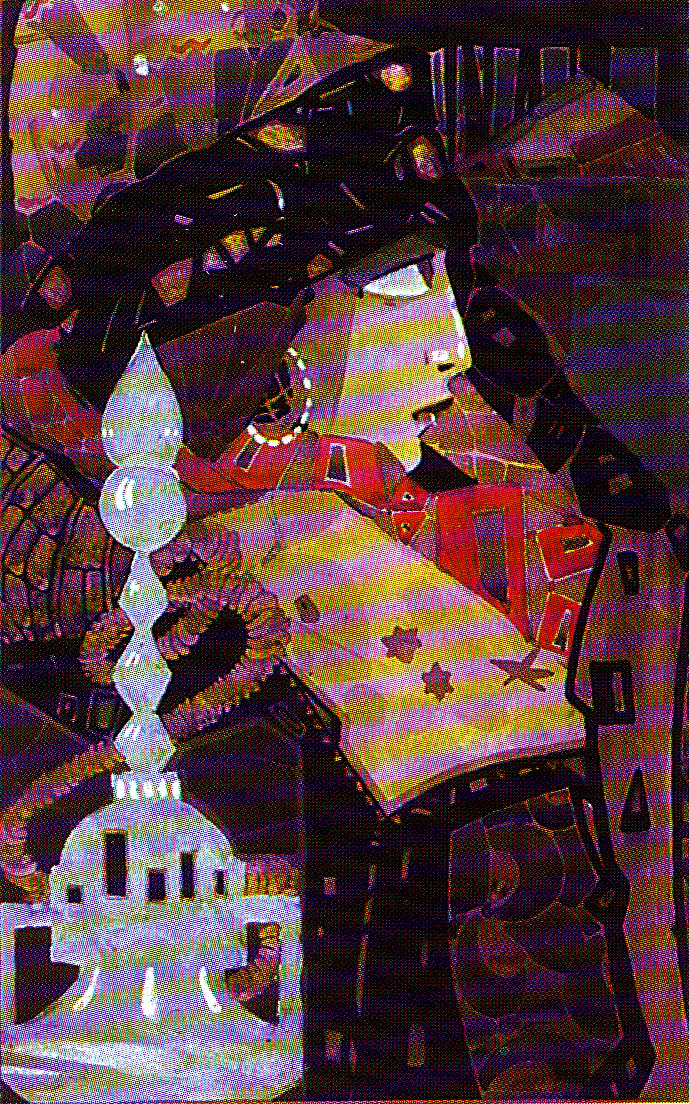
„Ахинора“ (1922)
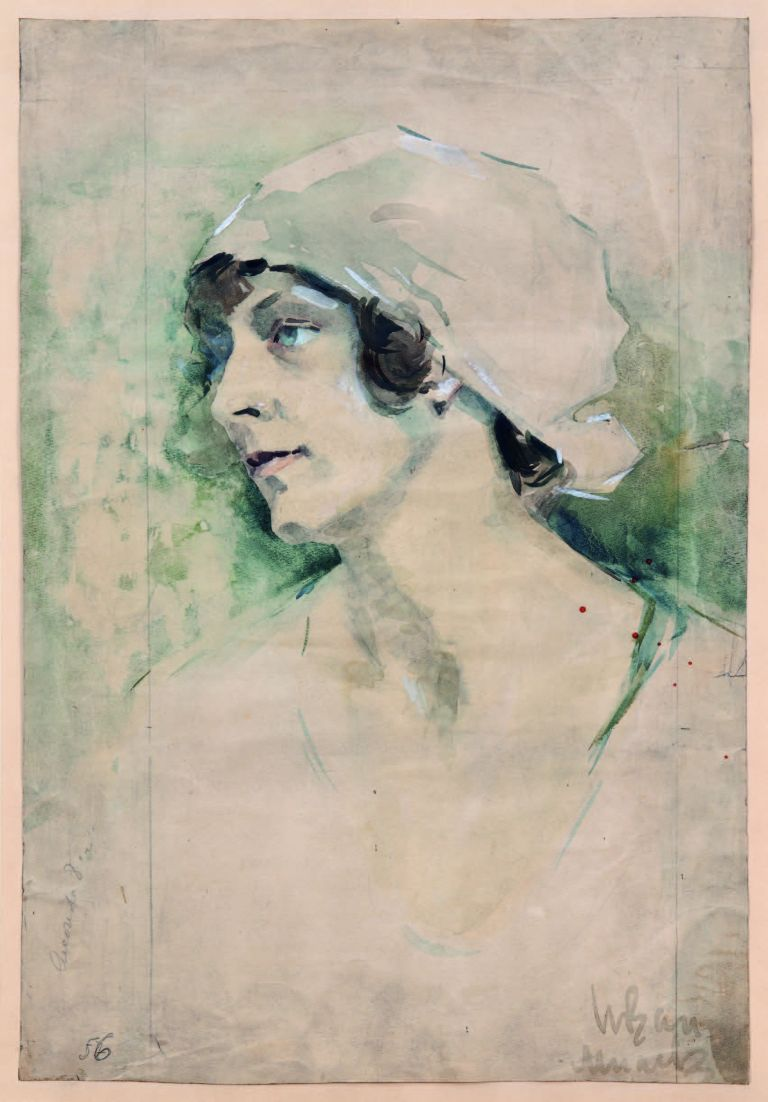
„Етюд“ (1920 – 1925)
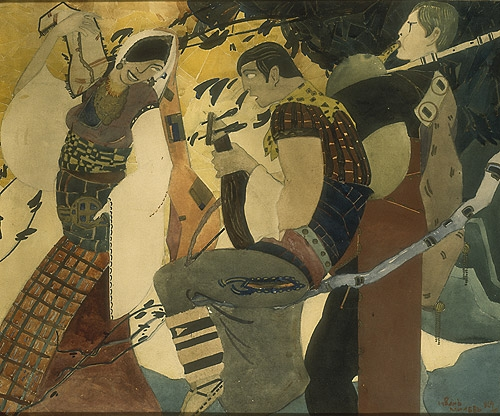
„Гадулар“ (1924)
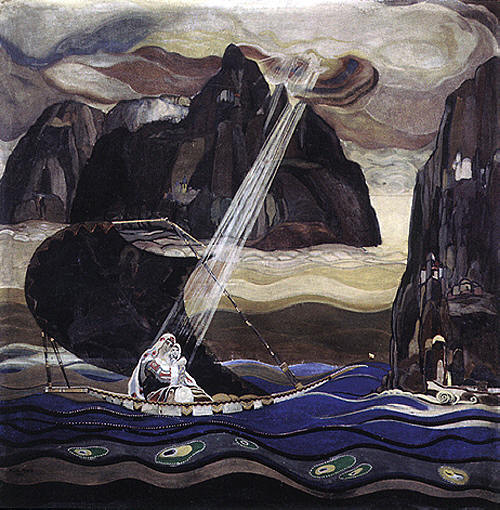
„Светогорська легенда“ (1926)
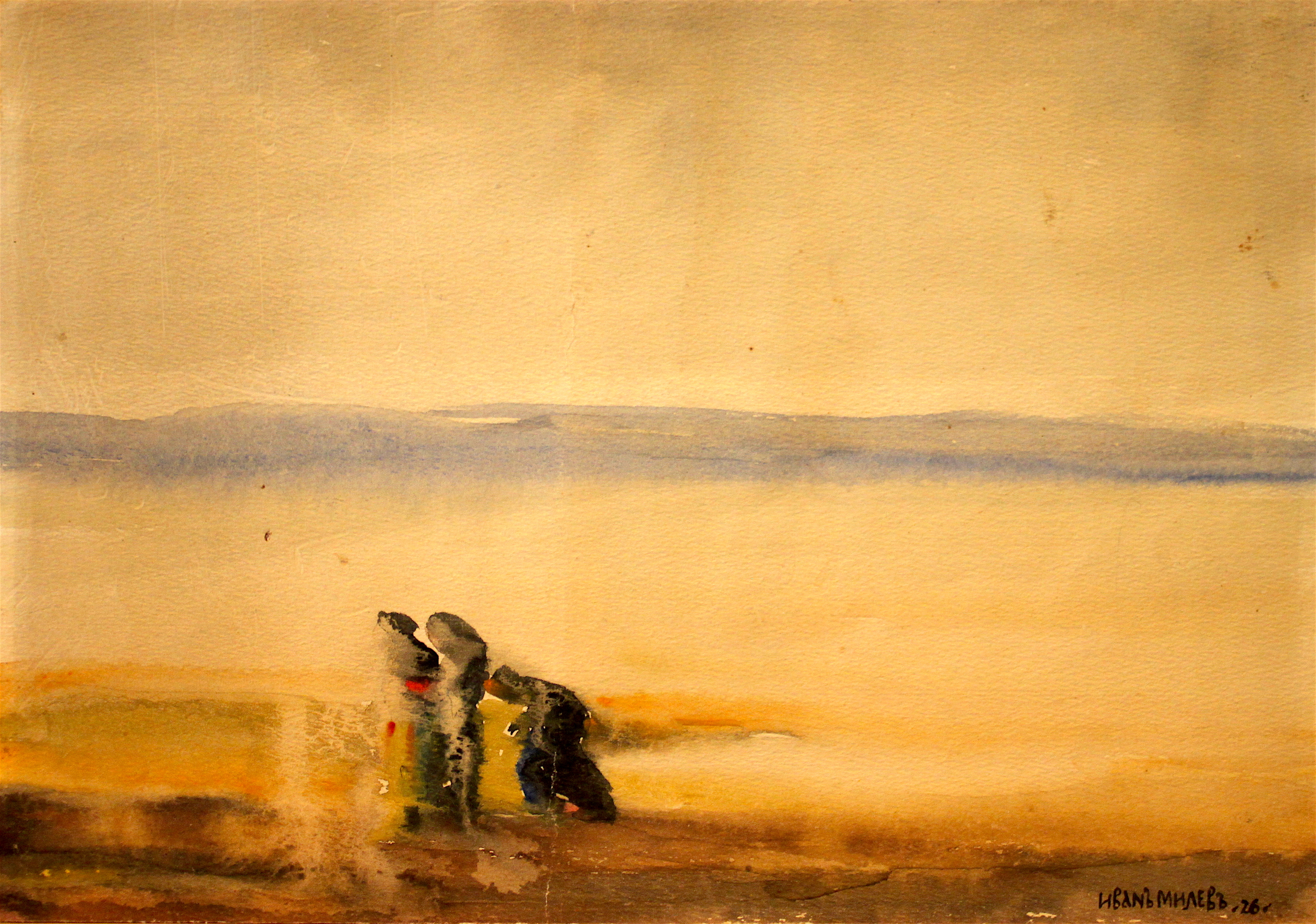
„Бежанці“ (1926)
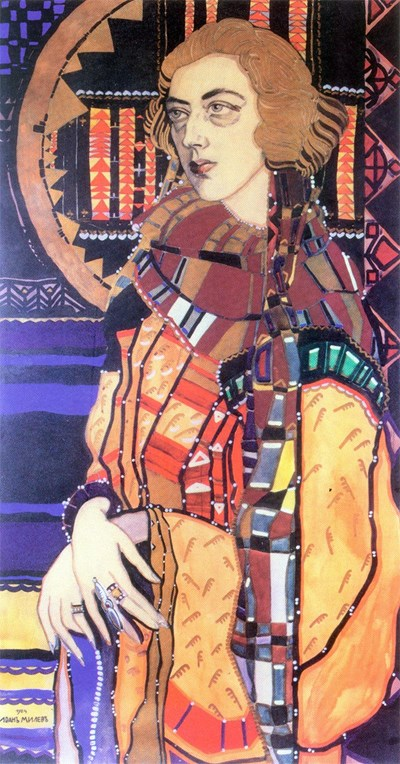
Портрет Анни Каменової (1924)